# Samla Mammas Manna (álbum)
Samla Mammas Manna es el primer álbum debut y álbum de estudio de la banda sueca vanguardista de rock: Samla Mammas Manna, Lanzado en 1971. 
Es considerado uno de los álbumes que dieron la escena del llamado Rock in Opposition. Hoy en día es un álbum olvidado en la escena del rock progresivo en Suecia, y también es considerado como una joya oculta de la misma escena del rock progresivo, así mismo considerándose en la actualidad como un álbum de culto, Es un álbum igual buscado por coleccionistas del seguimiento de culto al igual que es considerado como una rareza.
Las únicas remasterizaciónes existentes del álbum es la del 2001 igual por la discográfica Silence Records que cuenta con sencillos extra y la del 2008 por la discográfica japonesa llamada: "Arcàngelo" en su edición japonesa.

## Sonido
El sonido del álbum se basa en una composición totalmente artística y vanguardista, cuenta con un sonido que propiamente es para los que tengan un conocimiento en la música del rock progresivo, también cuenta con sonidos humorísticos y del circo. el sonido predomina en el rock progresivo pero también en el avant-prog y también en el jazz rock.

## Lista de canciones
Todas las canciones escritas y compuestas por Samla Mammas Manna. 
| Samla Mammas Manna |                             |          |  |
| N.º                | Título                      | Duración |  |
| 1.                 | «Circus Apparatha»          | 06:02    |  |
| 2.                 | «Pausus»                    | 00:18    |  |
| 3.                 | «Vidgat Läge»               | 03:15    |  |
| 4.                 | «Släde Till Satori»         | 04:17    |  |
| 5.                 | «Schekina»                  | 02:51    |  |
| 6.                 | «Uvertyr Till Häst»         | 02:55    |  |
| 7.                 | «Flickan I Skogen»          | 02:20    |  |
| 8.                 | «Manna Jamma»               | 05:53    |  |
| 9.                 | «At-One-Ment»               | 04:20    |  |
| 10.                | «Skrik Från Embassy (Live)» | 02:29    |  |
| 11.                | «Fittravisan»               | 00:59    |  |
| 12.                | «E'Pop Tai»                 | 04:09    |  |
| 40:15              |                             |          |  |

## Personal
El álbum se realizó con los miembros que estaban en ese periodo durante la grabación del álbum.
- Lars Hollmer - órgano, piano, vocal
- Lars Krantz - bajo
- Hasse Bruniusson - vocal de apoyo, batería
- Henrik Öberg "Bebben" - congas, percusión

La producción estuvo a cargo del propio grupo.

### Personal adicional
- Lasse Wikfeld - diseño de portada del álbum